# Thiện Hội
Thiện Hội (zm. 900) – wietnamski mistrz thiền ze szkoły vô ngôn thông.

## Życiorys
Pochodził z Điển Lành. Wcześnie opuścił dom rodzinny i został mnichem pod kierunkiem mnicha Tiệma Nguyêna ze świątyni Đông Lâm w okolicy jego domu. Sam nadał sobie ksywkę Tổ Phong (Patriarchalny Zesłaniec). Podróżował po kraju szukając nauczyciela rozumiejącego istotę szkoły thiền. Po jakimś czasie natrafił na mistrza thiền Cảma Thànha w świątyni Kiến Sơ i zaczął mu służyć przez więcej niż dziesięć lat.
Pewnego dnia Thiện Hội wszedł do pokoju mistrza i spytał: "W naukach doktrynalnych mówi się, że Tathagata Siakjamuni osiągnął stan Buddy po trzech niemierzalnych eonach praktykowania Drogi. Ale teraz ty, czcigodny panie, zawsze mówisz mi, że ten umysł jest Buddą. Nie jest to dla mnie jasne, mam nadzieję, że mnie nauczysz."
Cảm Thành powiedział: "Kto mówi w naukach doktrynalnych?". Thiện Hội powiedział: "Chyba Budda, nieprawdaż?" Cảm Thành powiedział: "Jeśli tak, to dlaczego powiedział w Mañjuśrī Sūtra "Przebywałem w świecie przez czterdzieści dziewięć lat nie wypowiedziawszy do nikogo nawet jednego słowa." Co więcej, starożytny czcigodny powiedział: "Ci, którzy szukają urzeczywistnienia poprzez teksty, grzęzną jeszcze bardziej, a ci wszyscy, którzy szukają stanu Buddy przez ascetyzm, są zwodzeni. Ci, którzy szukają stanu Buddy poza umysłem, są obcymi poza ścieżką Buddy. Ci, którzy szukają stanu Buddy przez lgnięcie do umysłu, są zwodniczymi demonami".
Thiện Hội powiedział: "Jeśli tak, to co jest tam w umyśle, co nie jest Buddą, a co staje się złudzeniem? Co jest w umyśle, co jest Buddą?" 
Cảm Thành powiedział: "Dawnymi czasy był ktoś, kto spytał Mazu: 'Jeśli umysł sam jest Buddą, który umysł jest Buddą?' Mazu powiedział: 'Wskaż mi cokolwiek, co podejrzewasz nie jest Buddą'. Ten człowiek nie mógł odpowiedzieć. Mazu powiedział: 'Kiedy osiągasz oświecenie, wszystkie rzeczy [są Buddą]. Jeśli nie jesteś przebudzony, jesteś zawsze oderwany od wszystkiego.' Czy rozumiesz to zdanie? Thiện Hội powiedział: "Rozumiem." Cảm Thành powiedział: "Jak to rozumiesz?" Thiện Hội powiedział: "Nie ma nigdzie niczego, co nie jest umysłem Buddy." Następnie pokłonił się z szacunkiem. Cảm Thành powiedział: "Oto jak musi być." Następnie nazwał ucznia Thiện Hội (Głębokie Zrozumienie).
Świątynią Thiệna Hội stała się Dịnh Thiền w wiosce Siêu Loại. 
Mistrz Thiện Hội zmarł w niej w trzecim roku, canh thân, okresu Guanghua dynastii Tang, czyli w roku 900.

## Linia przekazu Dharmy zen
Pierwsza liczba oznacza liczbę pokoleń mistrzów od 1 Patriarchy indyjskiego Mahakaśjapy.
Druga liczba oznacza liczbę pokoleń od 28/1 Bodhidharmy, 28 Patriarchy Indii i 1 Patriarchy Chin.
Trzecia liczba oznacza początek nowej linii przekazu w danym kraju.
- 33/6. Huineng (638-713)
  - 34/7. Nanyue Huairang (677-744) szkoła hongzhou
    - 35/8. Mazu Daoyi (707-788)

  - 36/9. Baizhang Huaihai (720-814)
    - 37/10/1. Vô Ngôn Thông (759-826) Wietnam - szkoła vô ngôn thông
      - 38/11/2. Cảm Thành (zm. 860)
        - 39/12/3. Thiện Hội (zm. 900)
          - 40/13/4. Vân Phong (zm. 956)
            - 41/14/5. Khuông Việt (933-1011)
              - 42/15/6. Đa Bảo (zm. po 1028)
                - 43/16/7. Định Hương (zm. 1051)
                  - 44/17/8. Viên Chiếu (999-1090)
                    - 45/18/9. Thông Biện (zm. 1134)
                      - 46/19/10. Biện Tâi (bd)
                      - 46/19/10. Đạo Huệ (zm. 1173)
                        - 47/20/11. Tịnh Lực (1112–1175)
                        - 47/20/11. Trí Bảo (zm. 1190)
                        - 47/20/11. Trường Nguyên (1110–1165)
                        - 47/20/11. Minh Trí (zm. 1196)
                          - 48/21/12. Quảng Nghiêm (1122–1190
                            - 49/22/13. Thường Chiếu (zm. 1203)
                              - 50/23/14. Thông Thiền (zm. 1228) laik
                                - 51/24/15. Tức Lự (bd)
                                  - 52/25/16. Ứng Vương (bd) laik

                              - 50/23/14. Thần Nghi (zm. 1216)
                                - 51/24/15.. Ẩn Không (bd)

                        - 47/20/11. Tín Học (zm. 1190)
                        - 47/20/11. Tịnh Không (1091–1170)
                        - 47/20/11. Dại Xả (1120–1180)

                  - 44/17/8. Cứu Chỉ
                  - 44/17/8. Bảo Tính (zm. 1034)
                  - 44/17/8. Minh Tâm (zm. 1034)

                - 43/16/7. Thiền Lão
                  - 44/17/8. Quảng Trí
                    - 45/18/9. Mãn Giác (1052–1096)
                      - 46/19/10. Bổn Tịnh (1100–1176)

                    - 45/18/9. Ngộ Ấn (1020–1088)